# 4607 Сейлендфам
4607 Сейлендфам (4607 Seilandfarm) — астероїд головного поясу, відкритий 25 листопада 1987 року.
Тіссеранів параметр щодо Юпітера — 3,617.